# آبغون (قيلاب)
آبغون (بالفارسية: آبگون) هي منطقة سكنية تقع في قسم قيلاب الريفي، بمقاطعة أنديمشك التابعة محافظة خوزستان، إيران. يقدر عدد سكانها بـ 36 نسمة حسب الإحصاء السكاني الذي تمّ في عام 2006.